# Дьимеши, Золтан
Золтан Дьимеши (венг. Gyimesi Zoltán; род. 31 марта 1977, Кечкемет) — венгерский шахматист, гроссмейстер (1996).
Чемпион Венгрии 2005 года.
В составе сборной участник 4-х Олимпиад (1998, 2002—2006) и 6-и командных чемпионатов Европы (1997, 2003—2011).
Прекратил выступать в турнирах с середины 2012 года.

## Изменения рейтинга
| Графики недоступны из-за технических проблем. См. информацию на Фабрикаторе и на mediawiki.org. |